# Vcha
Vcha (кор. 비춰; стилізується як VCHA, читається як Віча) — американський жіночий попгурт, утворений JYP Entertainment і Republic Records за результатами змагального реаліті-шоу A2K (America2Korea). Дебют гурту відбувся 26 січня 2024 року із синглом «Girls of the Year». Колектив складався з шести учасниць: Лексі, Каміли, Кендалл, Саванни, KG та Кейлі. Кейджі оголосила про свій вихід з гурту 7 грудня 2024 року, посилаючись на жорстоке поводження та зловживання з боку персоналу, що призвело до тимчасового призупинення діяльності гурту. Кейлі оголосила про свій вихід з гурту 11 липня 2025 року через допис у своєму Instagram. 

## Назва
Назва Vcha, яку придумав особисто Пак Чінйон, походить від корейського слова «비춰» (кирилицею: Пічхво), що можна перекласти як «сяяти». Сенс, закладений в це слово — «своїм сяйвом надихати прихильників з усього світу».
Офіційна назва фандому — VLIGHTS.

## Кар'єра

### 2023: перед дебютом
22 вересня завершився останній епізод A2K, за результатами якого був визначений остаточний склад Vcha. У той самий день група випустила свій переддебютний сингл-альбом SeVit (New Light) із головним треком «Y.O.Universe».
1 грудня була випущена повна версія вступної пісні, яка грала в кожному епізоді A2K — «Ready for the World».

### 2024: дебют з «Girls of the Year»
16 січня було анонсовано, що Vcha виступатиме на відкритті трьох концертів гурту Twice, який гастролюватиме у рамках свого світового турне «Ready to Be».
26 січня гурт випустив свій дебютний сингл «Girls of the Year».
10 березня агентство повідомило, що учасниця Кейлі тимчасово не братиме участі в діяльності гурту у зв'язку зі станом здоров'я. 
15 березня вийшов другий сингл гурту — «Only One».

## Учасниці
| Сценічний псевдонім | Сценічний псевдонім | Сценічний псевдонім | Справжнє ім'я       | Справжнє ім'я         | Справжнє ім'я        | Дата народження              | Місце народження   | Позиція в гурті |
| Українською         | Латиницею           | Хангилем            | Українською         | Латиницею             | Хангилем             | Дата народження              | Місце народження   | Позиція в гурті |
| ------------------- | ------------------- | ------------------- | ------------------- | --------------------- | -------------------- | ---------------------------- | ------------------ | --------------- |
| Лексі               | Lexi                | 렉시                | Лексус Ванґ         | Lexus Vang            | 렉서스 뱅            | 22 листопада 2005 (19 років) | Шебойган, США      | Лідерка         |
| Каміла              | Camila              | 카밀라              | Каміла Рібо Вальдес | Camila Ribeaux Valdes | 카밀라 리보 발데스   | 10 липня 2005 (20 років)     | Барселона, Іспанія | —               |
| Кендалл             | Kendall             | 켄달                | Кендалл Ебелінґ     | Kendall Ebeling       | 켄달 에블링          | 1 червня 2006 (19 років)     | Форт-Верт, США     | —               |
| Саванна             | Savanna             | 사바나              | Саванна Коллінс     | Savanna Collins       | 사바나 콜린스        | 26 червня 2006 (19 років)    | Бока-Ратон, США    | —               |
| Кейджі              | KG                  | 케이지              | Кіера Ґрейс Маддер  | Kiera Grace Madder    | 키이라 그레이스 매더 | 17 травня 2007 (18 років)    | Сент-Луїс, США     | —               |
| Кейлі               | Kaylee              | 케일리              | Кейлі Лі            | Kaylee Lee            | 케일리 리            | 24 листопада 2009 (15 років) | Олімпія, США       | Макне           |

## Дискографія

### Сингл-альбоми
| Назва             | Деталі альбому |
| ----------------- | --- |
| SeVit (New Light) | - Реліз: 22 вересня 2023 - Лейбл: JYP, Republic - Формат: цифрове завантаження, стриминг Трек-лист 1. «Y.O.Universe» 2. «Go Getter» 3. «Know Me Like That» |

### Сингли
| Назва                 | Рік  | Пікові позиції у чартах | Альбом               |
| Назва                 | Рік  | KOR DL                  | Альбом               |
| --------------------- | ---- | ----------------------- | -------------------- |
| «Y.O.Universe»        | 2023 | 177                     | SeVit (New Light)    |
| «Ready for the World» | 2023 | —                       | Сингли поза альбомом |
| «Girls of the Year»   | 2024 | 134                     | Сингли поза альбомом |
| «Only One»            | 2024 | 198                     | Сингли поза альбомом |

## Відеографія

### Музичні кліпи
| Назва               | Рік  | Режисер(и)                | Прим.  |
| ------------------- | ---- | ------------------------- | ------ |
| «Y.O.Universe»      | 2023 | Naive Creative Production | [ 16 ] |
| «Girls of the Year» | 2024 | Shin Hee-won (ST-WT)      | [ 17 ] |

## Нагороди і номінації

### Списки
| Видавець   | Рік  | Список                          | Місце    | Прим.  |
| ---------- | ---- | ------------------------------- | -------- | ------ |
| Teen Vogue | 2024 | 12 Girl Groups to Watch in 2024 | У списку | [ 18 ] |